# Michałowice (gmina, Petite-Pologne)
Pour les articles homonymes, voir Michałowice.
Michałowice est une gmina rurale du powiat de Cracovie, Petite-Pologne, dans le sud de la Pologne. Son siège est le village de Michałowice, qui se situe environ 12 km au nord de la capitale régionale Cracovie.
La gmina couvre une superficie de 51,27 km2 pour une population de 7 729 habitants.

## Géographie
La gmina inclut les villages de Firlejów, Górna Wieś, Kończyce, Kozierów, Książniczki, Masłomiąca, Michałowice, Młodziejowice, Pielgrzymowice, Prawda, Raciborowice, Sieborowice, Więcławice Dworskie, Wilczkowice, Wola Więcławska, Zagórzyce Dworskie, Zdziesławice et Zerwana.
La gmina borde la ville de Cracovie et les gminy de Iwanowice, Kocmyrzów-Luborzyca et Zielonki.